# Научный (Акмолинская область)
Научный (каз. Научный) — посёлок в Шортандинском районе Акмолинской области Казахстана. Входит с состав Дамсинского сельского округа (до 2013 года административный центр и единственный населённый пункт Научной поселковой администрации). Код КАТО — 116842100.

## География
Около посёлка проходит автомагистраль Астана — Кокшетау (А-1). Удалённость от областного центра Кокшетау — 225 км. Посёлок Научный расположен в 2 километрах к югу от райцентра — посёлка Шортанды. Посёлок занимает территорию 58,0 га. 
Абсолютная высота — 357 метров над уровнем моря.
Климат холодно-умеренный, с хорошей влажностью. Среднегодовая температура воздуха отрицательная и составляет около -3,6°С. Среднемесячная температура воздуха в июле достигает +19,8°С. Среднемесячная температура января составляет около -15,0С. Среднегодовое количество осадков составляет около 425 мм. Основная часть осадков выпадает в период с июня по август.
Ближайшие населённые пункты: село Степное — на западе, посёлок Шортанды — на севере, село Дамса — на юго-востоке.
Восточнее села проходит автодорога республиканского значения — А-1 «Астана — Петропавловск»

## Население
В 1989 году население посёлка составляло 1668 человек (из них русские — 63%).

В 1999 году население посёлка составляло 1140 человек (508 мужчин и 632 женщины). По данным переписи 2009 года, в посёлке проживало 1065 человек (485 мужчин и 580 женщин).
| Численность населения | Численность населения | Численность населения |
| 1989                  | 1999                  | 2009                  |
| --------------------- | --------------------- | --------------------- |
| 1668                  | ↘1140                 | ↘1065                 |

Население на 01.01.2010 г. составляет 1060 человек. Имеется 416 дворов.
Национальный состав населения представлен 22 национальностями.

## Инфраструктура
В посёлке функционируют:
- средняя школа
- врачебная амбулатория

На территории посёлка находится Научно-производственный центр зернового хозяйства имени Александра Ивановича Бараева.

## Улицы[6]
- ул. Александра Бараева
- ул. Аккайын (Березовая роща)
- ул. Валентина Кузьмина
- ул. Болашак (Новая)
- ул. Бакшалы (Садовая)
- ул. Сакена Сейфуллина
- ул. Мерей (Юбилейная)